# Lac Toho
Lac Toho är en sjö i Benin. Den ligger i den södra delen av landet, 90 km väster om huvudstaden Porto-Novo. Lac Toho ligger 7 meter över havet. Arean är 7,9 kvadratkilometer. Den sträcker sig 6,4 kilometer i nord-sydlig riktning, och 5,3 kilometer i öst-västlig riktning.
Omgivningarna runt Lac Toho är en mosaik av jordbruksmark och naturlig växtlighet. Runt Lac Toho är det tätbefolkat, med 297 invånare per kvadratkilometer.